# Dornier Do 10
Il Dornier Do 10 era un caccia monomotore ad ala alta a parasole sviluppato dall'azienda tedesca Dornier-Metallbauten GmbH nei primi anni trenta e rimasto allo stadio di prototipo.

## Storia del progetto
Lo sviluppo non è chiaro sia cominciato nel 1929 e comunque era destinato ad un velivolo da caccia biposto da destinare alla forza aerea tedesca che in quel periodo muoveva i primi passi per la sua ricostituzione in segreto.
Il prototipo (W.Nr.226) venne portato in volo per la prima volta il 25 luglio 1931 equipaggiato con un motore BMW VI U da 710 PS (515 kW) seguito da un altro (W.Nr.227) terminato sempre nel 1931. Le prove di volo non furono giudicate soddisfacenti e il Do 10 non venne avviato alla produzione.

## Tecnica
Il Do 10 era un velivolo di impostazione classica; monomotore biposto ad ala alta e carrello fisso.
La fusoliera, era realizzata in tecnica mista, con il telaio in tubi d'acciaio saldati ricoperti da pannelli in legno e tela, caratterizzata dalla presenza di due abitacoli aperti in tandem, l'anteriore per il pilota ed il posteriore per il mitragliere. Posteriormente terminava in un impennaggio convenzionale monoderiva dai piani orizzontali controventati.
L'ala, dalla particolare forma parabolica, era montata alta a parasole, collegata alla fusoliera inferiormente da due robusti montanti collegati alla linea mediana, e superiormente tramite un castello tubolare. Il carrello d'atterraggio era un biciclo classico, fisso ed ammortizzato, dotato di grandi ruote carenate ed integrato posteriormente da un pattino d'appoggio anch'esso ammortizzato.
La propulsione era affidata a una serie di motori che variarono nei vari prototipi, montati sul muso tramite una struttura tubolare e racchiusi in un cofano. L'architettura era comune, 12 cilindri a V di 60º, raffreddati a liquido, di cui sono certi il britannico Rolls-Royce Kestrel IIIS, il tedesco BMW VI U ed il francese Hispano-Suiza 12Xbrc (o Hispano-Suiza 12Ybre) con potenze che variavano dai 525 hp (391 kW) del Kestrel ai 650 PS (478 kW) del BMW ed i 690 CV (507 kW) dell'Hispano-Suiza.
L'armamento era affidato a 4 mitragliatrici MG 08/15 calibro 7,92 mm, 2 in caccia e 2 brandeggiabili nell'abitacolo posteriore.

## Impiego operativo
Il Do 10 venne utilizzato essenzialmente come banco di prova motori. I due esemplari furono inviati successivamente al Reichsverband der Deutschen Luftfahrt-Industrie (RDL) a Staaken, presso Berlino.

## Versioni
Le versioni previste dovevano essere 2, la cui designazione suggerita dall'Heereswaffenamt erano C-1 e C-4 (o Do C-1 e Do C-4), accorpate nell'unico Do 10 imposto dalla nuova convenzione RLM. La confusione creata tra questi sue metodi di designazione rende difficoltoso attribuire una versione ben precisa, anche in ragione della realizzazione di 2 soli prototipi e di nessun sviluppo successivo.

## Utilizzatori
Germania
- Reichswehr

 Germania
- Luftwaffe